# تی‌یوآی تراول
تی‌یوآی تراول (به انگلیسی: TUI Travel) شرکت خدمات حمل‌ونقل و گردشگری بریتانیایی است، که در ۳ سپتامبر ۲۰۰۷ با ادغام شرکت فرست چویس هالیدی و بخش خدمات گردشگری شرکت تی‌یوآی آگ تأسیس شد.
شرکت تی‌یوآی تراول در حال حاضر دارای بیش از ۳۰ میلیون مشتری در ۱۸۰ کشور جهان است. دفتر مرکزی این شرکت در شهر کراولی، ساسکس غربی، انگلستان قرار دارد و بخشی از سهام آن در بازار بورس لندن و بورس فرانکفورت معامله می‌شود.